# China State Construction Engineering
Die China State Construction Engineering Corporation, kurz CSCEC (chinesisch 中國建築集團有限公司 / 中国建筑集团有限公司, kurz 中建集团), ist das größte Bauunternehmen und der größte internationale Generalunternehmer der Volksrepublik China.
Die CSCEC wurde 1982 als Staatsunternehmen gegründet. 2002 wurde CSCEC vom internationalen Fachmagazin Engineering News-Record (ENR) auf Rang 16 der weltgrößten internationalen Generalunternehmer geführt sowie auf Rang 10 der größten Unternehmen Chinas nach Umsatz bzw. Rang 12 nach Firmenvermögen. Das Firmenvermögen betrug mit Stand Juni 2002 74,1 Milliarden RMB, mit weitem Abstand vor den nächstgrößten Bauunternehmen Chinas. Der Gesamtumsatz der CSCEC seit ihrer Gründung belief sich zu diesem Zeitpunkt auf 434,7 Milliarden RMB, wovon 30 % im Ausland erzielt wurden. In den Forbes Global 2000 der weltgrößten Unternehmen belegt CSCE Platz 84 (Stand: GJ 2017). Das Unternehmen kam Anfang 2018 auf einen Börsenwert von über 40,4 Mrd. USD.
Hauptgeschäftsfelder des Konzerns sind Bauplanung und Entwurf, Projektentwicklung, Maschinenleasing, Handel, Bauüberwachung und Anlagenmanagement.
Mehr als 66 von CSCEC durchgeführte Bauprojekte erhielten den Lu Ban Award, die höchste Auszeichnung im chinesischen Bauwesen. Bereits 27 Preise des National Scientific and Technology Advancement Award (für nationalen wissenschaftlichen und technischen Fortschritt) hat CSCEC errungen, davon dreimal den 1. Preis.
Die CSCEC hat weltweit zahlreiche Niederlassungen bzw. Tochterunternehmen. Sie gliedert sich in fünf Hauptabteilungen und zwölf traditionelle Hauptgeschäftsbereiche, inklusive acht konzerneigene Ingenieurbüros und vier Designinstitute sowie ein eigenes nationales Forschungslabor. Ende 2002 beschäftigte die CSCEC 122.500 Mitarbeiter, davon allein 62.300 technische und Verwaltungsangestellte und 500 Absolventen der China Engineering Academy. Präsident des Unternehmens ist Sun Wenjie.

## Bauten (Auswahl)

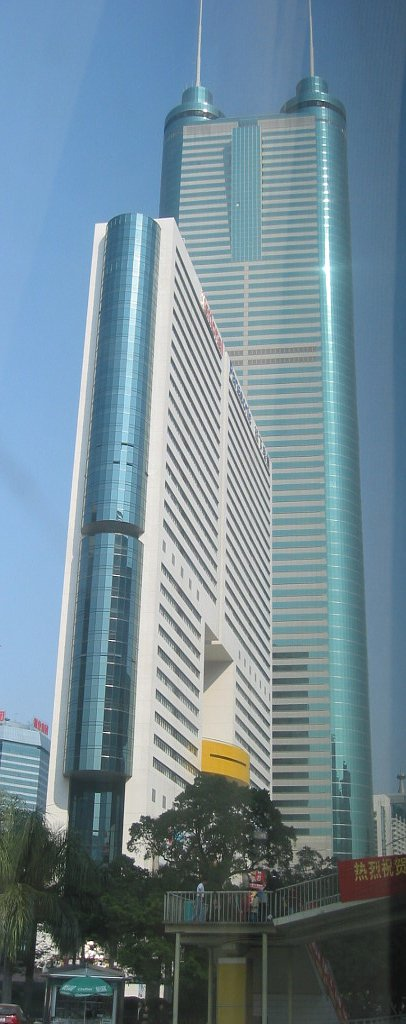
Shun Hing Square

Stade des Martyrs, Kinshasa

- Federazija-Komplex, Turm A (Ostturm), Moskau: höchster Wolkenkratzer Europas, im Bau
- Nationales Schwimmzentrum Peking („Water Cube“, Wasserwürfel): das neue chinesische nationale Schwimmcenter in Peking (Entwurfsplanung in Gemeinschaft mit dem australischen Unternehmen PTW, dem Büro Ove Arup, sowie dem Shenzhen Design Institute).
- Shun Hing Square, Shenzhen
- Raketentestzentrum des Shenzhou Space Center (eines der drei größten Projekte des achten chinesischen Fünfjahresplanes, errang den 1. Preis für nationalen wissenschaftlichen und technischen Fortschritt)
- Testzentrum für Raumfahrttechnologie, Peking
- International Trade Center, Shenzhen
- Ausstellungszentrum der China International Hi-tech Products Fair, Shenzhen (Entwurfsplanung)
- Tenniscenter, Shenzhen
- Biyun Sky Garden, Shenzhen
- Passagierterminal beim Hong Kong International Airport
- Lufthansa Center, Peking, 1992
- Kirche von Shenzhen (Design)
- Kultur- und Kunstzentrum in Zhongshan (Entwurfsplanung)
- POSCO Plaza, Shanghai
- Sun Flower Tower, Peking
- Zhongrong Mansion, Zhongshan
- Jiangsu Mansion, Shenzhen
- Hauptverwaltungsgebäude der Bank of China, Hongkong
- SunCrest Garden, Peking
- Embassy House, Peking
- Hines ParkAvenue, Peking
- COSC-Gebäude, Shanghai
- Siemens-Signaling-Firmengebäude, Xi’an
- Nokia-Mobile-Telecom-Fabrikationsgebäude, Peking
- Haier-Firmengebäude (Kühlschrankhersteller), South Carolina, USA
- Savcor-Coatings-Firmengebäude, Peking
- Fuding Hospital, Fuzhou
- Toronto International Hospital, Peking
- Nanyang Technological University, Singapur
- Alcatel-Bell-Trainingscenter, Shanghai
- Chongqing-Universität-Trainingszentrum, Chongqing
- Deutsche Schule, Peking, 2000
- Forschungs- und Entwicklungszentrum der Universität Peking
- Medical College, Oran, Algerien
- Erweiterung der australischen Botschaft, Peking
- Botschaft von Malaysia, Peking
- Neue deutsche Botschaft, Peking
- Villa des Generalkonsulats der VR China, New York City, USA
- Auchan-Hypermarkt, Shanghai
- Zhengyang Plaza, Guilin
- Sheraton Hotel, Pine Club, Algier, Algerien
- Marriott Hotel, Shanghai
- Kempinski-Hotel, Peking
- A-One Hotel, Pattaya, Thailand
- Xianyang International Airport, Xi’an
- Baiyun International Airport, Guangzhou
- Taoxian International Airport, Shenyang
- Stadionprojekt Stade des Martyrs, Kinshasa, Zaire
- Cricketstadion, Barbados
- Jinnah-Stadion, Islamabad, Pakistan
- Huanan Art Gymnasium, Jingsu (Entwurfsplanung)
- Gymnasium, Algier, Algerien
- Bayer Caojing Chemical Park, Shanghai
- Bayer Pharmazeutische Dienste, Peking
- Aventis Pharmazeutische Dienste, Peking
- Zollbehörde, Xi’an
- Baoan Verwaltungszentrum, Shenzhen
- Army Camp, Botswana
- National Geological Information Center, Botswana
- Unterirdisches Wasserreservoir, Mmankgodi (bei Gaborone), Botswana
- Gerald Road, Francistown, Botswana
- Binh Thuan Roadway Project SM2/SM3, Saigon Süd, Vietnam
- Culasi-Patnaongon Highway, Panay, Philippinen
- Zhoukou-Shenqiu Expressway, Henan
- Bewässerungsprojekt North Jazir, Irak
- Neuer Hindiya-Staudamm, inklusive Eisenbahnbrücke, Euphrat, Irak
- Boukourdane-Staudamm, Algerien
- Pinatubo-Schutzdamm (Bauphase 2), Philippinen
- Mae-Kuang-Staudamm, Thailand
- Haikou-Center-Brücke, Hainan
- Brücke über den Fluss Yingchun, Tianshui, Provinz Gansu
- Rama Bridge, Bangkok, Thailand
- Temburong-Brücke, Brunei (seit 2014)
- Nationalstadion Addis Abeba